# Родригес да Силва, Рожер
Ро́жер Родри́гес да Си́лва или просто Рожер (порт.-браз. Roger Rodrigues da Silva; род. 7 января 1985, Кампинас, Сан-Паулу) — бразильский футболист, нападающий. В 2021 году начал тренерскую карьеру.

## Биография
Рожер — уроженец Кампинаса, где начал заниматься футболом в «Понте-Прете». В 2003 году дебютировал во взрослом футболе. В 2005 году перешёл в «Сан-Паулу», который в том году завоевал Кубок Либертадорес и выиграл Клубный чемпионат мира. Однако молодому нападающему было сложно попадать в основу — до 2010 года он провёл за «трёхцветных» 23 матча и забил четыре гола. Из многочисленных трофеев, завоёванных «Сан-Паулу» в середине 2000-х годов, Рожеру удалось поучаствовать только в Кубке Либертадорес. Помимо неопытности у Рожера появилась проблема с алкоголем, которую он решил только в 2011 году.
С 2006 по 2010 год Рожер в основном выступал на правах аренды за другие команды — «Палмейрас», «Понте-Прету», саудовский «Ан-Наср», «Спорт Ресифи», «Флуминенсе», «Виторию» и за другую команду родного города «Гуарани». Со «Спортом» в 2008 году Рожер завоевал Кубок Бразилии, а спустя год в составе «Витории» выиграл чемпионат штата Баия.
После завершения контракта с «Сан-Паулу» Рожер отправился в Японию, где в 2010 году стал лучшим бомбардиром Второго дивизиона, забив за «Касиву Рейсол» 35 голов. В 2011 году вернулся на родину, в течение полугода на правах аренды выступая за «Сеару».
В 2012 году Рожер вернулся в «Понте-Прету», в следующем году он вновь играл за «Спорт», а в конце сезона выступал за «Атлетико Паранаэнсе». В 2014 году Рожер вновь отправился в Азию, на этот раз в чемпионат Республики Корея, где играл за «Сувон Самсунг Блюуингз».
В 2015 и 2016 годах Рожер по два раза за сезон менял команды. До августа 2015 года в 22 матчах Лиги Катариненсе и бразильской Серии A он забил 11 голов за «Шапекоэнсе», но после перехода в «Баию» в восьми играх Серии B отметился только тремя забитыми голами. Рожер очень успешно провёл чемпионат штата Сан-Паулу в 2016 году — несмотря на переход в скромный «Ред Булл Бразил» он сумел стать лучшим бомбардиром Лиги Паулисты с 11 забитыми голами.
Позже Рожер в третий раз вернулся в «Понте-Прету». В ноябре 2016 года Рожер подписал контракт с «Ботафого», где стал выступать с сезона 2017. Он помог своей новой команде пробиться в групповой этап Кубка Либертадорес, где 15 марта отметился голом в ворота «Эстудиантеса» (2:1). Этот гол нападающий забил в падении через себя («бисиклетой»), причём результативную передачу Бруно Силва отдал ему таким же приёмом.

## Титулы и достижения
Командные
- Чемпион штата Баия (1): 2009
- Чемпион Кубка Бразилии (1): 2008
- Чемпион Второго дивизиона Японии (1): 2010
- Обладатель Кубка Либертадорес (1): 2005

Индивидуальные
- Лучший бомбардир чемпионата штата Сан-Паулу (1): 2016 (11 голов)
- Лучший бомбардир Второго дивизиона Японии (1): 2010 (35 голов)